# Content Award Vienna
Beim Content Award Vienna werden unterschiedliche Preise an Medienschaffende aus Wien vergeben. Er wird seit 2009 jährlich veranstaltet. Parallel dazu wird seit 2010 auch die Content Award Conference im Media Quarter Marx abgehalten, um einen Diskussionsraum für medienspezifische Inhalte zu schaffen. Veranstalterin ist die ZIT – Die Technologieagentur der Stadt Wien GmbH.

## Nominierte und Gewinner des Content Award 2009
Shorts
- Adnan Popovic, Laokoongruppe – Walzerkönig (Gewinner der Kategorie Shorts)
- Harald Hund und Paul Horn – Dropping Furniture
- Katharina Gruzei – Dialoge I-IV

Games
- Felix Bohatsch / (Broken Rules GmbH) – And Yet it Moves (Gewinner der Kategorie Games)
- Martin Filipp / Deep Silver GmbH – Cursed Mountain
- Philipp Seifried / Bobblebrook OG – Coign of Vantage
- Clemens Sagmeister und Georg Molzer – Rollenspiel
- Mateusz Gorecki / (Rarebyte OG) – Lemming Rampage

Open
- Mirjam Baker und Michael Kren – Zoot Woman – Memory (Gewinner der Kategorie Open)
- Roland Schlager – Herzig
- Rafael Mayrhofer – Drop Out

U 18
- Florian Matzka – Borgen bringt Sorgen (Gewinner der Kategorie U18)
- Stefanie Falkeis – Der Atem des Todes
- Isabel Stumfol – Die Würze des Lebens

FemPower
- Maria Legat – Millions od Dreads – Schwoaza Mann (Gewinnerin der Kategorie FemPower)
- Lia – Philia 01
- Claudia Larcher – HEIM

## Nominierte und Gewinner des Content Award 2010
Shorts
- Clemens Kogler – Stuck in a groove (Gewinner der Kategorie Shorts)
- Nicolas Mahler – Mystery Music
- Veronika Schubert – Tintenkiller

Games
- Jürgen Brunner – Pitiri 1977 (Gewinner der Kategorie Games)
- Kurt Korbatits – Punch'n'Crunch
- Thomas Gieler – cubotronic 3D

Open
- Sarah Nörenberg, Karl-Martin Pold – Sie nannten ihn Spencer (Gewinnerin der Kategorie Open)[2]
- Martin Lorenz – .mrt Wien ↔ Tokyo
- Stephan Richter – Ginga / Fashion

FemPower
- Claudia Poepperl – adaffix (Gewinnerin der Kategorie FemPower)
- Veronika Schubert – Tintenkiller
- Anna Kohlweis – Devil

Mobile App
- Jörg Piringer – abcdefghijklmnopqrstuvwxyz for iPhone
- Tobias Hann – vouch – Mobile Gutscheinwerbung
- Thomas Gieler – cubotronic 3D

Character
- Florian Juri – Zerebrale Dichotomie (Gewinner der Kategorie Character)
- Sandra Reichl – Peace & Intercultural Dialogue
- Alexander Herrmann – SYSTEM

## Nominierte und Gewinner des Content Award 2014
Shorts
- Daniel Moshel – MeTube: August sings Carmen 'Habanera’ (Gewinner der Kategorie Shorts)
- enimation – Courtship Costume
- Eyup Kus & Alexander Beitz – Mind Control

Games
- Zeppelin Studio – Schein (Gewinner der Kategorie „Games“)
- Philipp Seifried – Ace Ferrara And The Dino Menace
- stillalive studios – Son of Nor

Open
- Ferdl Heurigen Kollektiv – Mapping-Jausen-Tempel im Heurigenbuffet zum Gschupftn Ferdl (Gewinner der Kategorie Open)
- Martin Auer – dort! Jüdisches Wien
- Journi GmbH – Journi – Die App, die Reisen unvergesslich macht

FemPower
- equalizent, arx anima animation studios, IBM, Sign Time – SiGame – Serious Game-App zum Erlernen von Gebärdensprachen (Gewinner der Kategorie FemPower)
- Tanja Mairitsch/Liquid Films – Lacrimosa
- enimation – Mega Dis

Apps
- Journi GmbH – Journi – Die App, die Reisen unvergesslich macht (Gewinner der Kategorie Apps)
- zoomsquare GmbH – Die zoomsquare Immobilien App - das Tinder der Wohnungssuche!
- equalizent, arx anima animation studios, IBM, Sign Time – SiGame – Serious Game-App zum Erlernen von Gebärdensprachen

Character
- LeafThief (Stefan Srb) – The Lion's Song (Gewinner des Kategorie Characters)
- lichterloh – Always like this - HVOB
- Oleksandra Stehlik – “Unsere Ex-Frau“ - Ein Heimatanimationsfilm

Visuals
- Thomas Wagensommerer & Electric Indigo – Morpheme_SNYOSITSEEM (Gewinner der Kategorie Visuals)
- Neon Golden – Gridworld
- Ferdl Heurigen Kollektiv – Mapping-Jausen-Tempel im Heurigenbuffet zum Gschupftn Ferdl